# 6965 Niyodogawa
6965 Niyodogawa eller 1990 VS2 är en asteroid i huvudbältet som upptäcktes den 11 november 1990 av den japanska astronomen Tsutomu Seki vid Geisei-observatoriet. Den är uppkallad efter den japanska floden Niyodo.